# Casa al carrer Icària - carrer Nou (Sant Climent Sescebes)
La Casa al carrer Icària - carrer Nou és una obra de Sant Climent Sescebes (Alt Empordà) inclosa a l'Inventari del Patrimoni Arquitectònic de Catalunya.

## Descripció
Situada dins del nucli urbà de la població de Sant Climent, a la banda nord del terme i a tocar del nucli antic del municipi, formant cantonada entre el carrer Nou i Icaria.
Edifici cantoner de planta irregular, format per tres cossos adossats amb una zona de jardí posterior. La part destacable és el cos que forma la cantonada, de planta rectangular, coberta d'un sol vessant i distribuït en planta baixa, dos pisos i golfes. La façana principal presenta, a la planta baixa, un gran portal d'accés d'arc rebaixat adovellat. Als pisos hi ha dos balcons exempts amb les llosanes sostingudes per mènsules decorades i els finestrals de sortida d'arc carpanell, el de la primera planta decorat amb una motllura de pedra i el del segon pis amb l'emmarcament arrebossat. La façana està rematada per una obertura ovalada utilitzada en origen per ventilar les golfes. La façana lateral presenta, als pisos, dos balcons exempts de les mateixes característiques que els de la façana principal, tot i que els finestrals són rectangulars. Una motllura rectilínia marca la divisòria entre els diferents nivells, en ambdós paraments.
La construcció està arrebossada i pintada.